# Nathan Watts
Nathan Lamar Watts (Detroit (Michigan), 25 maart 1954) is een Amerikaans bassist. Hij verwierf bekendheid door zijn werk met Stevie Wonder, maar werkte ook met andere artiesten samen.
Watts groeide op in Detroit, waar hij met schoolvrienden Ollie E. Brown (drums) en Ray Parker Jr. (klarinet) een muzikaal trio vormde. Hij bespeelde destijds zelf de trompet. In augustus 1974 verving hij Reggie McBride in de begeleidingsband van Wonder. Zijn speelstijl kenmerkt zich door het gebruik van drie vingers van zijn rechterhand, sinds Wonder per ongeluk een autodeur dichtsloeg op Watts' hand.

## Discografie
- Songs in the Key of Life (1976) van Stevie Wonder
- Funk in a Mason Jar (1977) van Harvey Mason
- Sergio Mendes & the New Brasil '77 (1977) van Sérgio Mendes
- Song Bird (1977) van Deniece Williams
- The Two of Us (1977) van Marilyn McCoo
- Choosing You (1977) van Lenny Williams
- Bish (1978) van Stephen Bishop
- Destiny (1978) van The Jackson 5
- Live and Direct (1978) van The Mighty Clouds of Joy
- Love-A-Thon (1978) van Vernon Burch
- Spark of Love (1978) van Lenny Williams
- Bittersweet (1979) van Lamont Dozier